# 1075年
| 千纪： | 2千纪 |
| 世纪： | 10世纪 \| 11世纪 \| 12世纪                                                                                 |
| 年代： | 1040年代 \| 1050年代 \| 1060年代 \| 1070年代 \| 1080年代 \| 1090年代 \| 1100年代                           |
| 年份： | 1070年 \| 1071年 \| 1072年 \| 1073年 \| 1074年 \| 1075年 \| 1076年 \| 1077年 \| 1078年 \| 1079年 \| 1080年 |
| 纪年： | 乙卯年（兔年）；辽大康元年；北宋熙宁八年；西夏大安二年；大理保德二年；越南太寧四年；日本承保二年           |

## 大事记
- 十香詞冤案，遼國權臣耶律乙辛誣陷皇后蕭觀音與伶人趙惟一通姦，遼道宗下令處死皇后。
- 八月，王安石復相。
- 宋廷在熙州（今甘肅臨洮）、河州（今甘肅臨夏）、洮州（今甘肅臨潭）、岷州（治所今甘肅西和）、永寧寨（今甘肅甘穀）等地設州、買馬，進行民族貿易。
- 11月，越南李常傑和宗亶分兵兩路，水陸並進進攻宋朝，爆發宋越熙寧戰爭（1075年-1077年）。北宋發《討交趾敕諭》，成立了安南道行營馬步軍都總管本道經略招討司，趙卨和宦官李憲充正、副使，燕達充副都總管，同時罷免劉彝和沈起。
- 教宗格里高利七世試圖對神職人員的敘任權進行改革，詔令教宗獨自即可任命、免去或調派教會人員之職，受到來自神聖羅馬帝國皇帝亨利四世的反抗，是為敘任權鬥爭，標誌教宗與神聖羅馬帝國權力鬥爭的開始。

## 出生
- 金太宗完顏晟（1075年－1135年，60岁），女真名吳乞買，金太祖之弟，金第二代皇帝。
- 遼天祚帝（1075年出生，1156年逝世，81岁），名耶律延禧，是遼朝的最後一位皇帝。
- 洛泰爾二世（Lothar II，1075年－1137年，62岁）德意志國王和神聖羅馬帝國皇帝。

## 逝世
- 蕭觀音，即遼道宗的宣懿皇后，太子耶律濬生母、遼天祚帝耶律延禧祖母。

- 8月10日，蘇東坡裏的楊小蓮。